# Louis Krans

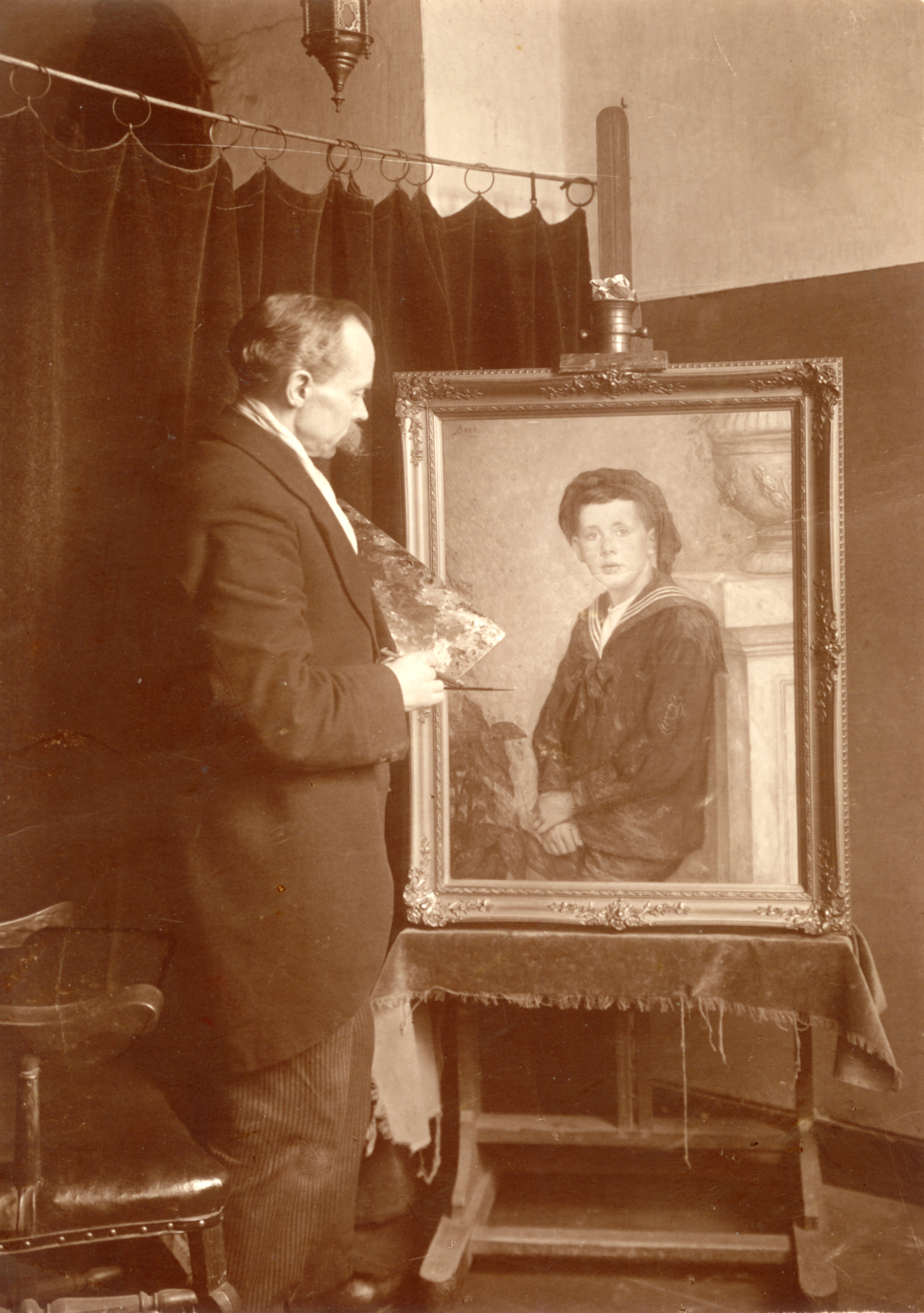
Louis Krans

Louis Marie Krans (Roermond, 24 oktober 1875 - Assen, 29 maart 1932) was een Nederlandse kunstschilder en fotograaf. Hij was bovendien vele jaren tekenleraar in Assen.

## Levensloop
Louis Krans werd geboren in 1875 als zoon van de kunstenaar Jean Krans en Elisabeth Beekman. Hij had een vrij huwelijk met Grietje Prinsen, kreeg 4 kinderen, stierf op 29 maart 1932 en werd begraven op de Zuiderbegraafplaats in Assen. Hij bezocht in Assen de RHBS, waar hij les kreeg van zijn vader. Het gezin woonde op het huis Vredeveld, waar hij in de avonduren ook nog privélessen kreeg in het portretschilderen. Hij nam ontslag als tekenleraar, omdat hij zich fel verzette tegen zijn bezoldiging, die de helft lager was dan die van de overige docenten en werd zijn leven lang een pleitbezorger voor gelijkstelling van het tekenonderwijs.

## Schilderkunst
Van 1894 - 1898 bezocht Krans samen met zijn stadgenoten Reinhart Dozy en Louis Roessingh de Koninklijke Academie voor Schone Kunsten te Antwerpen onder prof. Van Havermans. Na zijn studie vestigde hij zich in de bijgebouwen van het huis Vredeveld en gaf daar veel privélessen, onder andere aan Henk Poeder. Vanaf 1898 was hij leraar aan de gemeentelijke tekenschool en in 1903 werd hij benoemd aan de burgeravondschool en aan de afdeling Handelsonderwijs. Als kunstenaar legde hij zich toe op het schilderen van landschappen. In 1906 maakte hij een studie van het Drents heideschaap. Zo werd hij de schilder van het Drentse heidelandschap met zijn nevelige avondluchten en grazende kuddes schapen met herder en hond. Veel heeft Krans geschilderd in de omgeving van Assen, in het inmiddels verdwenen gebied van Lombok en het Balloërveld, maar ook in de veengebieden en de Hondsrug. Zijn werken met boerenbehuizingen, plaggenhutten, klederdrachten, molens en plassen geven een indringend beeld van het Drentse land van voor de Eerste Wereldoorlog en werden veel verkocht naar de Verenigde Staten, Canada en Nederlands Indië. In Nederland exposeerde hij met de impressionisten Mauve, Weissenbruch, de gebroeders Israëls en Maris.

## Fotografie
Krans was evenals zijn vader een fotograaf, die vele prijzen won op wedstrijden en tentoonstellingen. Zijn foto's van het Drentse land zijn vastgelegd in uitgebreide series ansichtkaarten.

## Museum
Werk en een collectie foto's van Krans is in het bezit van het Drents Museum en de Stichting Schone Kunsten voor 1900 